# Trece de Marzo
Trece de Marzo är en ort i Mexiko.   Den ligger i kommunen Gómez Palacio och delstaten Durango, i den centrala delen av landet, 800 km nordväst om huvudstaden Mexico City. Trece de Marzo ligger 1 120 meter över havet och antalet invånare är 108.
Terrängen runt Trece de Marzo är mycket platt, och sluttar norrut. Runt Trece de Marzo är det tätbefolkat, med 411 invånare per kvadratkilometer. Närmaste större samhälle är Torreón, 16,4 km söder om Trece de Marzo. Trakten runt Trece de Marzo består till största delen av jordbruksmark.